# Krishna
Krishna (कृष्ण în devanagari, în AITS kṛṣṇa, pronunțat în AFI /'kɹ̩ʂ.ɳə/ conform sanscritei clasice) este considerat a fi un mare Avatar (Întrupare)  divin și este o zeitate venerată în multe tradiții hinduse. Este prezentat de cele mai multe ori ca un tânăr păstor de vaci, cântând la flaut (bansuri), precum în Purana, sau ca un tânăr prinț care oferă îndrumări filozofice, precum în Bhagavad Gita.
Cel mai comun în hinduism este venerarea lui Krishna ca avatar al lui Vishnu, considerat zeul suprem sau Dumnezeu în școlile Vaishnava. În cadrul Vaishnavismului Gaudiya, Krishna este considerat sursa tuturor avatarelor (inclusiv Vishnu).
Krishna și poveștile cu care este asociat sunt prezente în multe tradiții filozofice și teologice hinduse. Deși uneori există diferențe în ceea ce privește detaliile, există învățături comune tuturor. Acestea includ încarnarea divină, o copilărie și tinerețe pastorală, precum și viața ca luptător eroic și învățător.
Principalele scripturi care consemnează amănunte  legate de viața, spiritualitatea și minunile lui Krishna sunt Mahabharata,  Harivamsa,  Bhagavata Purana și Vishnu Purana.
Există dovezi ale cultului  lui Krishna sub diferite forme cum ar fi Vasudeva, Bala Krishna sau Gopala, ce datează încă din secolul 4 îen.

Adorarea lui Krishna ca svayam bhagavan sau Ființa Supremă, numit și Krishnaism, apare în perioada Evului Mediu în contextul mișcarii bhakti. Din secolul 10 en, Krishna devine o figura centrală în cadrul artei și tradiției religioase unde regasim  devoțiunea  față de diferite forme ale lui Krishna cum ar fi Jagannatha în Orissa, Vithoba în Maharashtra și Shrinathji în Rajasthan. Începand cu anii 60 cultul lui Krishna s-a raspandit și in Occident, în mare parte datorită International Society for Krishna Consciousness.
Krishna este considerat profet în islamul ahmadiyya.

## Viața
Acest scurt rezumat se bazează pe detaliile din Mahābhārata, Harivamsa,  Bhagavata Purana și Vishnu Purana. Scenele descrise au loc în nordul Indiei, cele mai multe în zona unde astăzi sunt regiunile Uttar Pradesh, Bihar, Haryana, Delhi și Gujarat.

### Nașterea

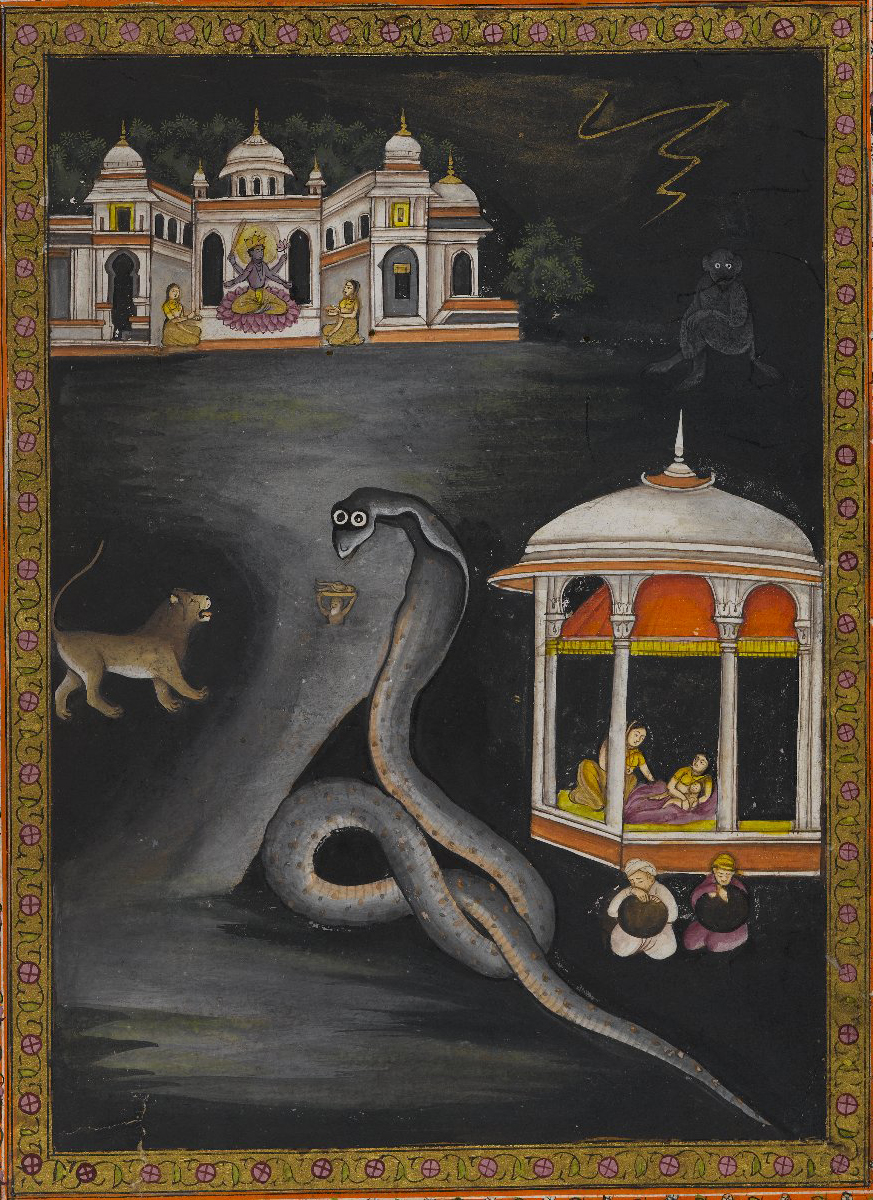
Copilul Krishna purtat peste un râu pentru a fi salvat

Conform Bhagavatei Purana, Krishna a fost conceput,asemenea lui Iisus mai târziu,fără uniune sexuală, prin puterea spirituală a lui Vasudeva manifestată în pântecul lui Devaki. Conform datelor scripturilor și calculelor astrologice, data nașterii lui Krishna, sărbătoare cunoscută ca Janmashtami, este 19 iulie 3228 ien, iar anul morții este 3102 ien.  Krishna aparținea clanului Vrishni al Yadavașilor din Mathura , și era al optulea copil născut prințesei Devaki, și  consortului ei Vasudeva.
Mathura (în prezent districtul Mathura, Uttar Pradesh) era capitala Yadavașilor, comunitate de care aparțineau părintii lui Krishna, Vasudeva și Devaki. Regele Kansa, fratele lui Devaki,  luase tronul prin încarcerarea tatălui său, regele  Ugrasena. Fiindu-i teama de o profeție care spunea că va muri de mâinile celui de-al optulea copil al lui Devaki, Kansa a închis cuplul într-o celulă. După ce Kansa a omorât primii șase copii, iar Devaki în aparență a pierdut cea de-a șaptea sarcină( care a fost transferată în secret către Rohini, ca Balarama), Krishna s-a născut.
Vasudeva știind că viața lui Krishna este in pericol, copilul a fost în secret scos afară din închisoare pentru a fi crescut de către părinții săi adoptivi  Yasoda și Nanda, în Gokula(în prezent districtul Mathura). Doi dinte frații săi au supraviețuit de asemenea, Balarama( al șaptelea copil al lui Devaki, transferat în pântecele lui Rohini, prima soție a lui Vasudeva) și Subhadra(fiica lui Vasudeva cu Rohini, născută în urma lui Balarama și Krishna).

### Copilăria și tinerețea

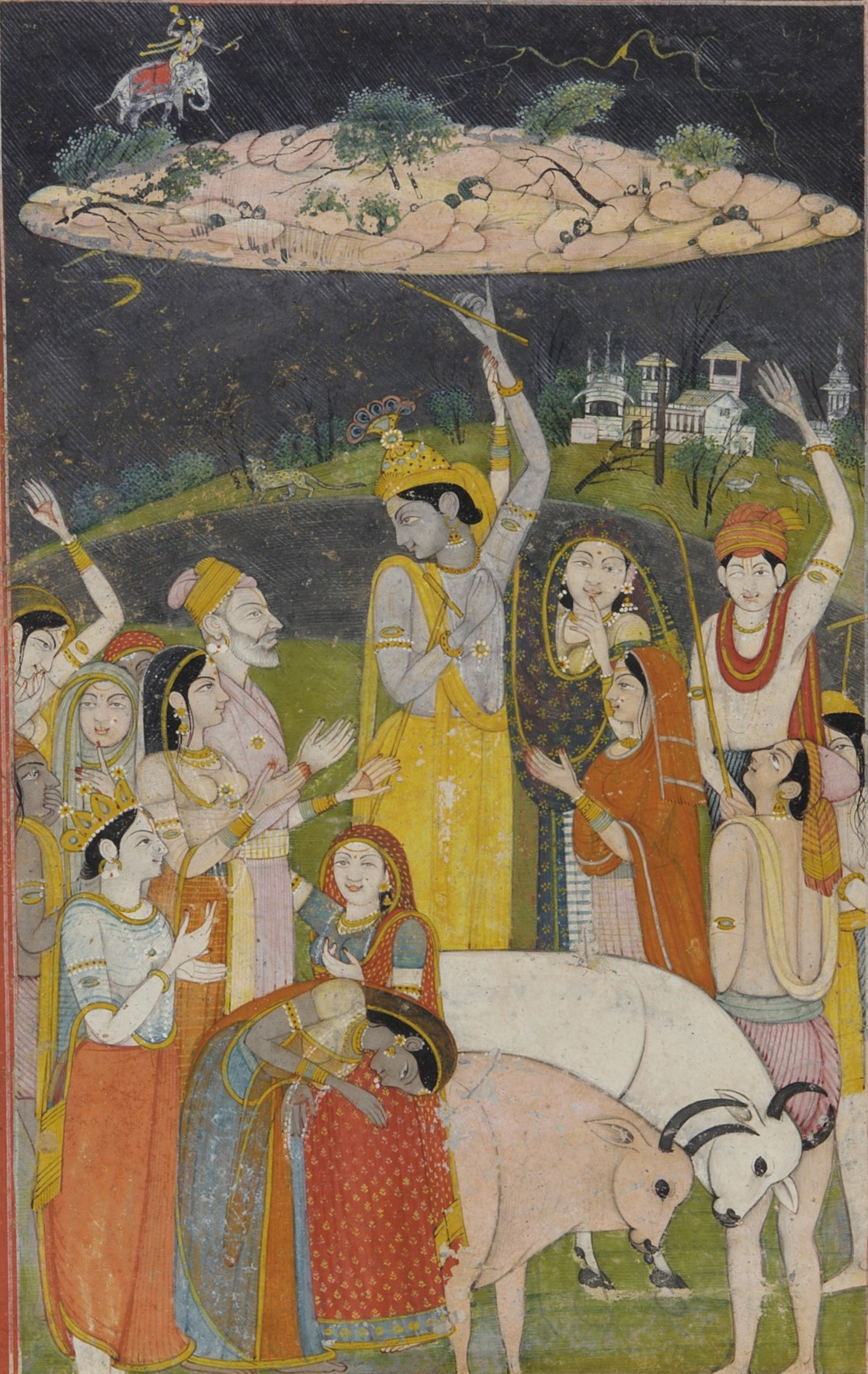
Krishna ridicând dealul Govardhan într-o [http://en.wikipedia.org/wiki/Pahari_painting pictură Pahari

Nanda, tatăl adoptiv al lui Krishna,  era șeful unei comunităti de păstori ce îngrijeau turme de vaci, și locuia în Vrindavana. Povestea copilăriei și adolecenței lui Krishna ne spune cum a devenit el însuși păstor, poznaș și neastâmpărat, ca Makhan Chor(hoțul de unt), despre tentativele zădărnicite de a-i fi luată viața, și despre rolul său ca protector al populației din Vridanava.
Krishna omoară demonul feminin Putana, deghizat în doică și trimis de Kansa pentru a-i lua viața. El îmblânzește șarpele Kaliya, care otrăvise apele râului Yamuna, fapt ce a dus la moartea turmelor de vaci. În arta hindusă Krishna este adesea zugrăvit ca dansând pe șarpele cu multe capete Kaliya.
Krishna pentru a proteja oamenii din Vrindavana împotriva pedepselor zeului Indra și pentru a preveni distrugerea locului de pășune din Govardhan,ridică dealul Govardhana deasupra tuturor, asemena unei umbrele, pentru a-i proteja,  și îl învață pe Indra, regele zeilor(devas) și al ploii, o lecție; Indra s-a mâniat atunci cand Domnul Krishna i-a învățat pe locuitorii din Vrindavana să aibă grijă de animale și de pașunile care ofera tot ce au nevoie, decât să îl adore pe Indra în fiecare an epuizându-și astfel toate proviziile, și pentru a-i pedepsi Indra  inundă Govardhan, dar dealul pe care Krishna il ridica deasupra tuturor îi protejează pe locuitori și astfel Indra recunoaște în Krishna Ființa Supremă. În viziunea unora, mișcarea spirituală începută de Krishna avea ceva care mergea împotriva formelor tradiționale de adorare ale ortodoxiei Vedice, care includea adorarea zeilor cum ar fi Indra. În Bhagavata Purana, Domnul Krishna spune locuitorilor că ploaia vine din apropierea dealului Govardhana și îi sfătuiește ca mai bine să se închine dealului decât lui Indra. Asta îl face furios pe Indra, care îi pedepsește trimițându-le o mare furtună.  Domnul Krishna ridică apoi dealul Govardhan și îl ține desupra oamenilor asemenea unei umbrele.
Poveștile despre jocurile sale cu gopis(păstorițele) din Vridanavana, în mod special cu Radha( fiica lui Vrishbhanu, unul din primii locuitori din Vrindavan) au devenit cunoscute ca Rasa lila și au fost în mod liric descrise în poezia lui Jayadeva, autorul cărții Gita Govinda. Acesta a devenit un aspect important al dezvoltării mișcării de adorare(bhakti) a lui Krishna, care include adorarea cuplului Radha Krishna.

### Ca prinț

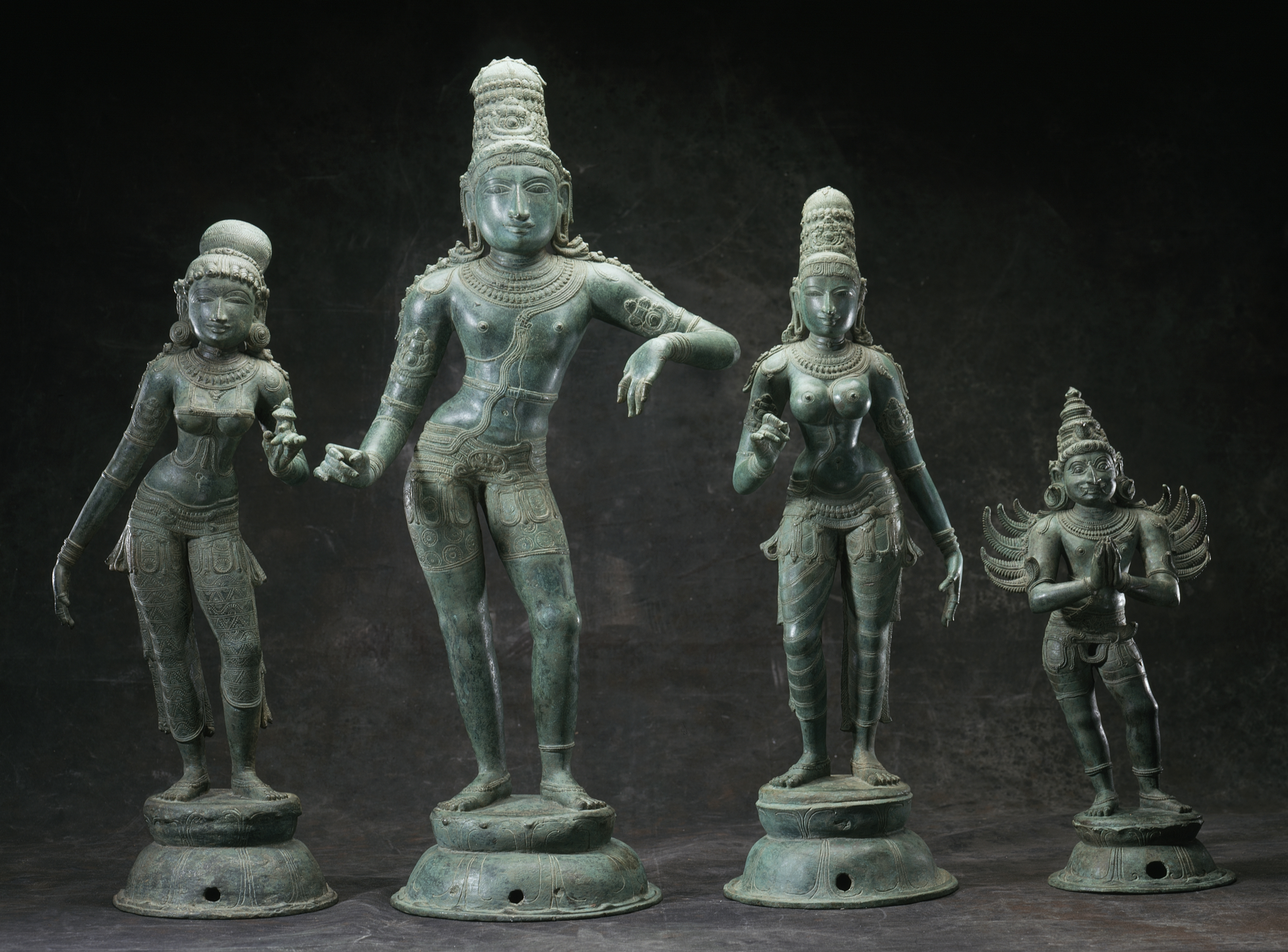
Krishna împreuna cu cele două soții principale. (Din stânga) Rukmini, Krishna, Satyabhama și vehicolul său (vahana) Garuda.

La întoarcerea sa în Mathura ca tânăr, Krishna îndepărtează și ucide pe unchiul său după mama, Kansa, după ce evitase mai multe tentative de a fi omorât de către slujitorii acestuia. Krishna îl repune pe tron pe tatăl lui Kansa, Ugrasena, ca rege al Yadavașilor, și devine el însuși un prinț conducător la curte.  În această perioadă devine prieten al lui Arjuna și al celorlalti prinți Pandava ai regatului Kuru, care îi erau veri. Mai târziu își va lua supușii săi din regatul Yadava pentru a-și stabili propriul regat în orașul Dwaraka (astăzi în statul Gujarat).
Krishna se căsătorește cu Rukmini, prințesa Vidarbha, răpind-o, la cererea acesteia, pentru a o scăpa de o căsătorie aranjată cu Shishupala. Krishna ulterior se va căsători cu încă 16,100 de fecioare care erau ținute captive de demonul Narakasura, pentru a le salva onoarea.  Dintre acestea opt erau considerate soții principale – numite în mod colectiv Ashta Bharya(Cele opt soții) – printre ele Rukmini, Satyabhama, Jambavati, Kalindi, Mitravrinda, Nagnajiti, Bhadra și Lakshana. Krishna ucide demonul și le eliberează pe toate. Conform obiceiului social al timpului, toate femeile ținute captive erau considerate compromise, nemaiputându-se căsători deoarece se aflaseră sub controlul lui Narakasura. Krishna le ia în căsătorie tocmai pentru a le restabili statutul social. Nunta simbolică cu 16,100 de fete abandonate reprezintă mai degrabă o reabilitare în masa a femeii. În tradiția Vaishnava(vishnuită), soțiile lui Krishna sunt forme ale zeiței Lakshmi – consoarta lui Vishnu, sau suflete(jiva) alese care au obținut acest privilegiu de a deveni soții ale unei întrupări divine, după multe vieți de austeritate, în timp ce regina sa, Satyabhama, este considerată o prelungire, o întrupare  a lui Radha(contrapartea feminină sau iubita supremă a lui Krishna - vezi cuplul Radha-Krishna)
Cand Yudhisthira își asumă titlul de împărat, invită toți marii regi la ceremonie. În timp ce îi salută începe cu Krishna deoarece îl considera că este cel mai mare dintre toți. Fiind aproape un sentiment unanim printre cei prezenți la ceremonie că Krishna trebuie să primească primul onorurile, vărul său Shishupala, datorită conflictului anterior avut în privința lui Rukmini, este de altă părere și îi aduce acestuia mari reproșuri. Datorită rugăminților mamei lui Shishupala, Krishna îi iartă vărului său o sută de abuzuri verbale, iar după cel de al o sută unulea, Krishna își asuma forma sa universală și îl ucide pe Shishupala cu arma sa (Chakra). Regele orb Dhritarashtra obține în timpul acestui eveniment vederea și poate  să vadă forma divină a Domnului. Se spune în fond că  Shishupala și Dantavakra erau amândoi întrupări ai gardienilor porților zeului Vishnu, Jaya și Vijaya, care au fost blestemați să se nască pe pământ, pentru a fi trimiși înapoi în cer de către Domnul (Krishna).

### Războiul Kurukshetra și Bhagavad Gita

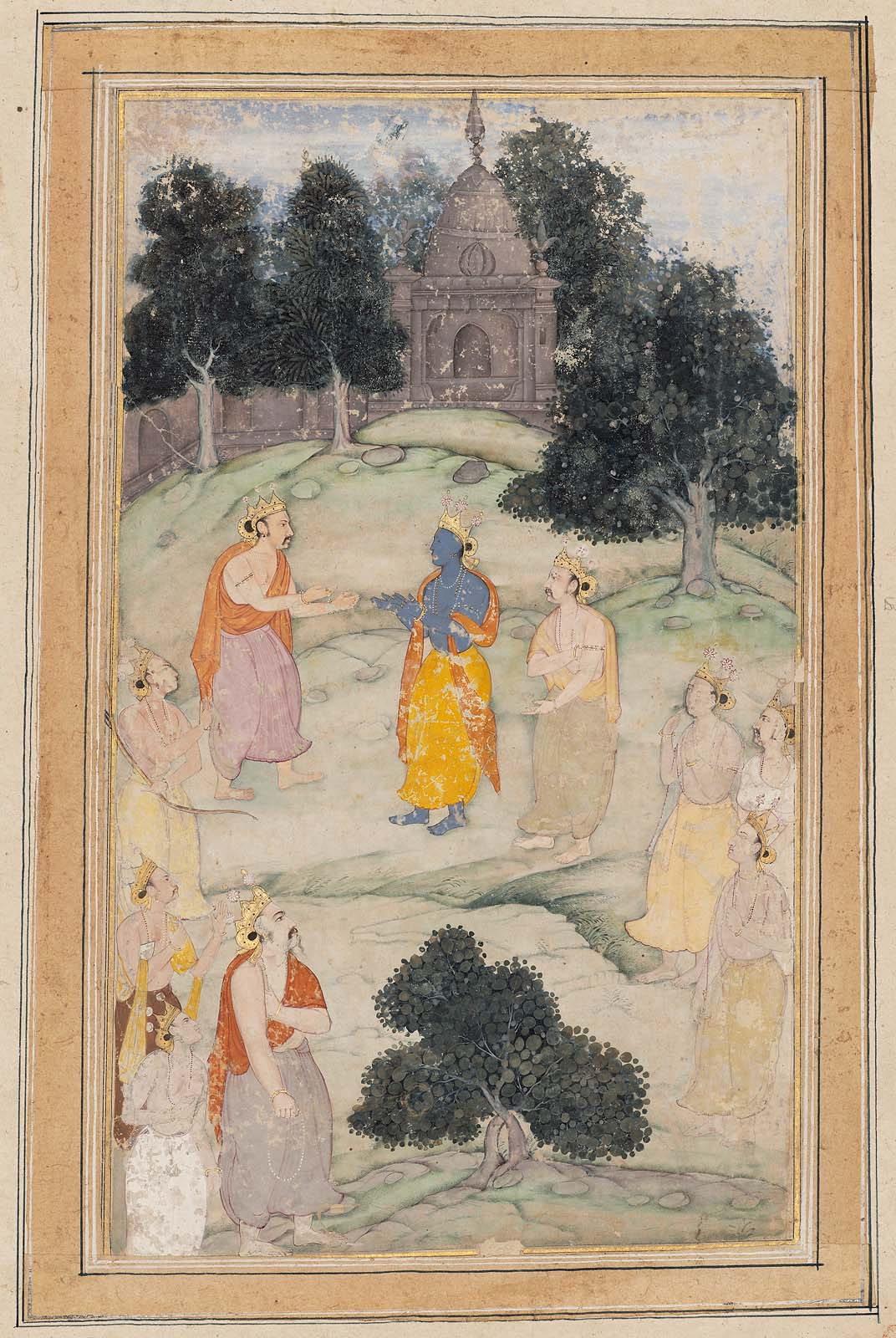
Krishna mediind pentru pace între Pandavas si Kauravas

Odată ce lupta devine inevitabilă, Krishna care pâna atunci se străduise să aducă pacea între prinții care erau veri,  oferă ambelor părți posibilitatea să aleagă între a avea fie armata sa numită narayani sena, sau pe el însuși, dar cu condiția ca el personal să nu se foloseacă de nici o arma. Arjuna, în numele Pandavașilor, alege să îl aibă pe Krishna de partea lor, iar Duryodhana, prințul Kaurava, alege armata lui Krishna. În timpul marii batalii, Krishna joacă rolul celui care conduce carul de luptă al lui Arjuna deoarece își asumase poziția de a nu purta nici o arma.
Dupa sosirea pe câmpul de luptă, și văzând că opozanții sunt chiar familia sa, bunicul său, verii săi și cei dragi,  Arjuna începe să aibă îndoieli asupra luptei. Își pierde toată convingerea și lasă să îi cadă arcul de luptă Gandiv din mâna. Astfel Krishna începe să îl sfătuiască în privința luptei, conversație ce mai târziu se va transforma în discursul care alcătuiește Bhagavad Gita.

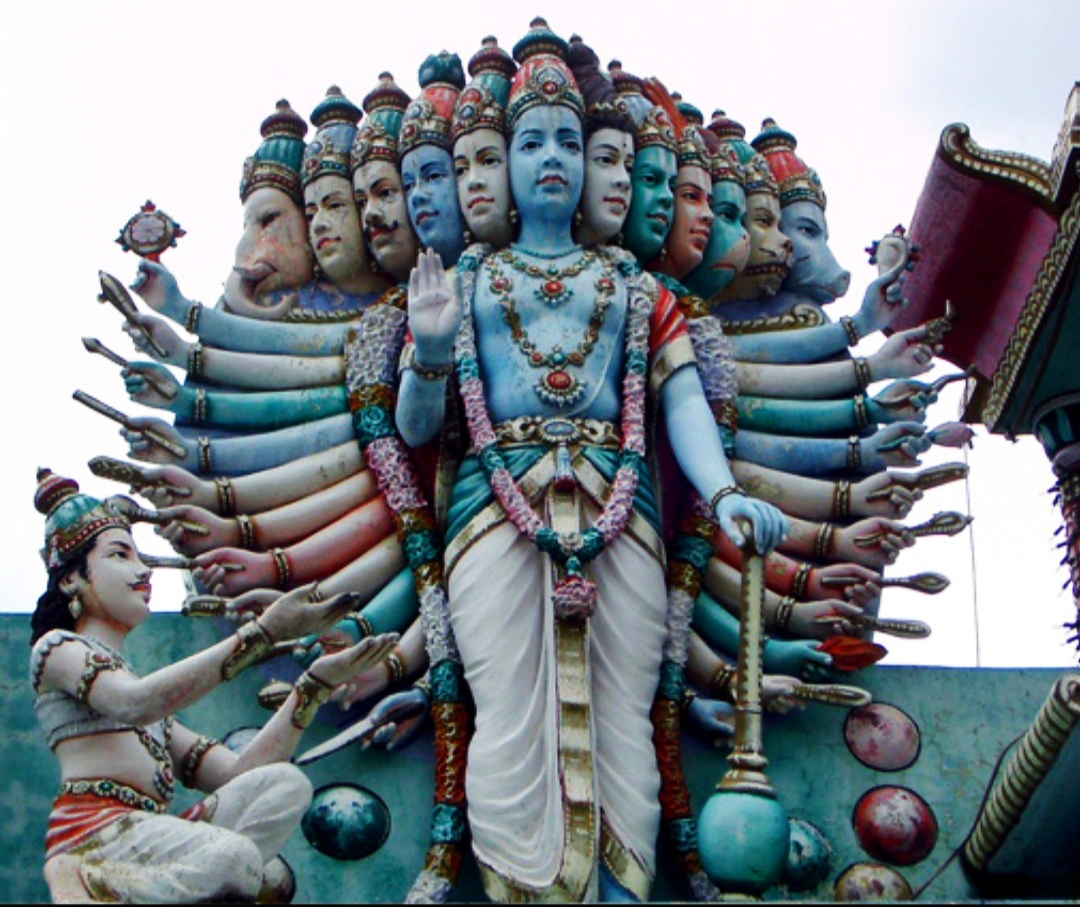
Pe câmpul de luptă Kurukshetra Krishna îi arată lui Arjuna Forma sa Universală(Vishvarupa).

Krishna are o mare influență asupra războiului Mahabharata și asupra consecințelor sale. El considera că războiul Kurukshetra era ultima soluție de a restabili pacea între cele doua grupuri de prinți veri, Pandavas si Kauravas, după ce el însuși se oferise ca mediator încercând să restabilească pacea între cele doua grupuri. Dar odata ce aceste negocieri de pace au eșuat și se vede angrenat în acest război, devine un mare și întelept strateg.  În timpul războiului, după ce la început îl mustră și îl învață pe Arjuna, susținăndu-l să nu abandoneze lupta, chiar dacă aceasta se ducea împotriva rudelor , Krishna se vede nevoit să transforme roata unui car de luptă într-o Chakra(disc) și să îl provoace la luptă pe Bhishma când acesta l-a rănit. Vâzând asta , Bhishma își aruncă armele și îi cere lui Krishna să-l ucidă. Până la urma Arjuna îi cere iertare lui Krishna, și promite că va lupta cu toată dăruirea, lupta continuând. Krishna sfătuiește pe Yudhisthira și Arjuna cum să aducă de partea lor avantajul “victoriei”, care pana acum era de partea lui Bhisma, cel mai puternic și mai viteaz luptător din tabăra adversa, el singur fiind cel care stătea în calea victoriei lor. Bhishma întelege mesajul și le transmite în ce condiții își va abandona lupta – numai dacă o femeie va intra pe câmpul de luptă. A doua zi, sub îndrumarea lui Krishna, Shikhandi (cea care în viața anterioară fusese Amba) intră pe câmpul de luptă alături de Arjuna și astfel Bhisma își depune armele. Acesta a fost un moment decisiv al războiului deoarece Bhisma era liderul armatei Kaurava și cel mai viteaz luptător de pe câmpul de luptă.
Krishna îl ajută pe Arjuna să îl ucidă pe Jayadratha, care ținuse în luptă pe ceilalți patru frați Pandava  în timp ce Abhimanyu, fiul lui Arjuna, a intrat în formația de luptă Chakravyuha, inițiată de Drona - efort care i-a adus moartea din cauza atacurilor simultane a opt razboinici Kaurava. Krishna a ajutat de asemenea la înfrângerea  lui Drona, sfătuindu-l pe Bhima să ucidă un elefant numit Ashvatthama, ce purta același nume ca și fiul lui Drona. Pandava au început să strige ca Ashwatthama a murit dar Drona a refuzat să-i creadă spunând ca va crede doar dacă va auzi asta din gura lui Yudhisthira. Krishna stia ca Yudhisthira nu va spune niciodată o minciună, așa ca a pus la cale un șiretlic în așa fel încât Yudhsthira să nu mintă și în același timp Drona să fie convins că fiul său a murit. La întebarea lui Drona, Yudhisthira a răspuns 
„Ashwathama Hatahath, naro va Kunjaro va”
"Ashwathama a murit dar nu știe dacă este vorba despre fiul lui Drona sau de un elefant." Dar odată ce Yudhisthira a pronunțat prima propoziție, armata Pandava, sub conducerea lui Krishna a început să celebreze bătând din tobe și sunând din scoici, motiv  pentru care Drona nu a putut sa mai audă și restul declarației lui Yuidhisthira, crezând astfel că fiul său a murit. Copleșit de durere și-a abandonat armele iar sub îndrumarea lui Krishna  Dhrishtadyumna îl decapitează.

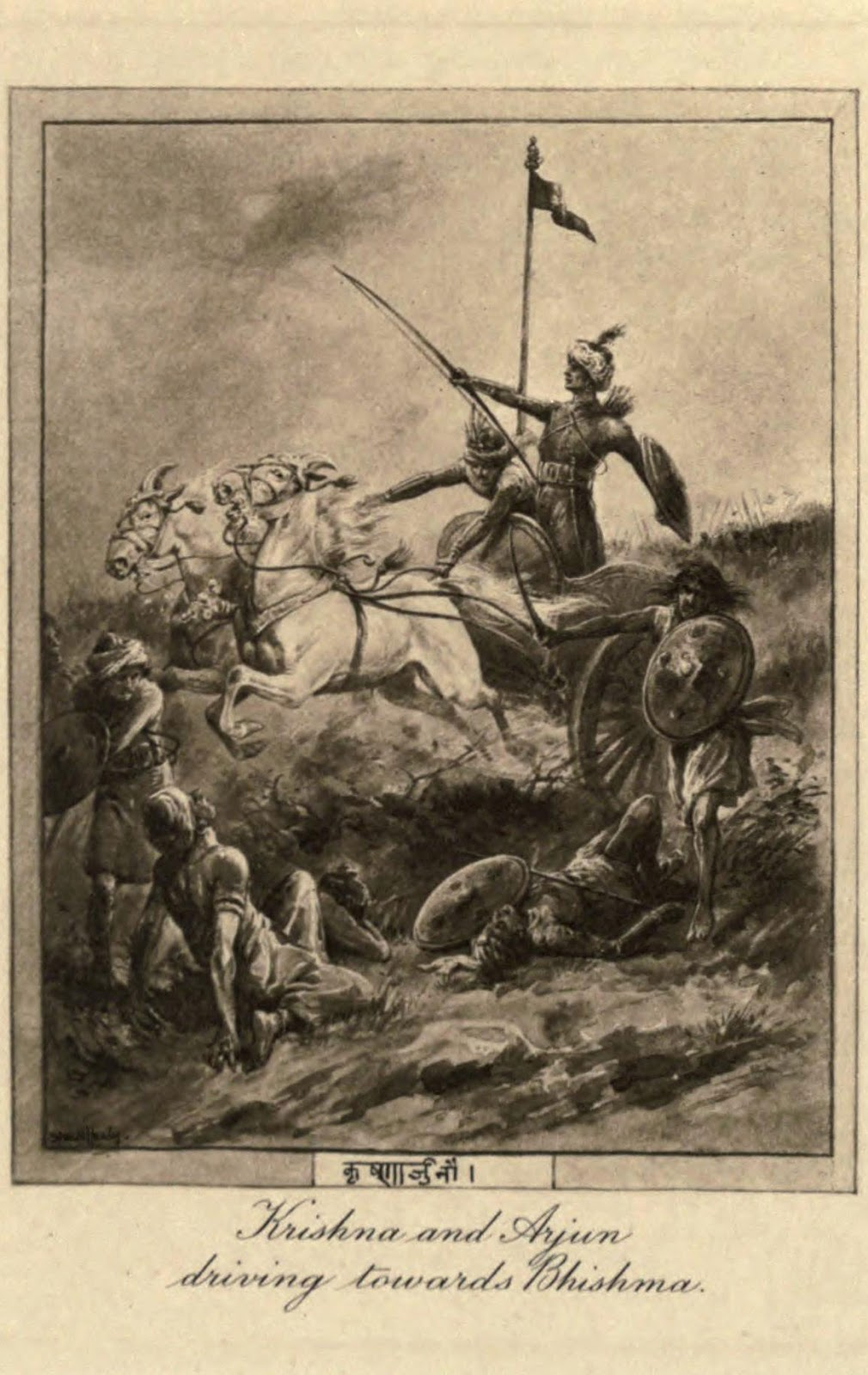
Krishna și Arjuna în luptă împotriva lui Bhishma

Când Arjuna luptă împotriva lui Karna , o roată a carului de lupta al acestuia s-a împotmolit în pământ. Pe cand Karna se străduia să își scoată carul din această capcana, Krishna i-a amintit lui Arjuna cum Karna și ceilalti frați Kaurava încălcaseră toate regulile luptei și simultan l-au atacat și ucis pe Abhimanyu, fiul său, și l-a convins pe Arjuna să facă același lucru pentru a răzbuna moartea nedreaptă și a-l ucide pe Karna. În faza finală a războiului, când Duryodhana trebuia sa îsi întâlnească mama, Gandhari, pentru a primi o binecuvântare care ii va transforma toate părțile corpului asupra căreia vederea sa va cădea în oțel, Krishna îl păcălește și îl îndeamnă să poarte frunze de banană pentru a-și ascunde coapsele. Când Duryodhana întâlnește pe Gandhari, vederea și binecuvantarea ei cad asupra întregului trup cu excepția zonei inghinale și a coapselor, fiind  astfel dezamagită ca nu a putut să îi transforme întregul trup fiului ei în oțel.Când Duryodhana s-a duelat cu ciocanul în lupa cu Bhima, loviturile lui Bhima nu aveau nici un efect asupra lui Duryodhana. Krishna îi reamintește lui Bhima despre jurământul pe care îl facuse de a-l ucide lovindu-l sub centura, iar Bhima face acest lucru deși era împotriva regulilor luptei cu ciocanul(ghioaga sau buzdugan)(deoarece Duryodhana încalcase deja toate regulile în acțiunile sale anterioare). Astfel, strategia de neegalat a lui Krishna a ajutat Pandava să câștige războiul Mahabharata aducând sfarșitul tututor comandanților Kaurava, fără să folosească nici o armă. De asemenea îl readuce la viață pe nepotul lui Arjuna, Parikshit, ce fusese lovit de o arma Brahmastra a lui Ashwatthama în timp ce fusese în pântecul mamei sale. Parikshit devine succesorul la tron al Pandava.

### Familia

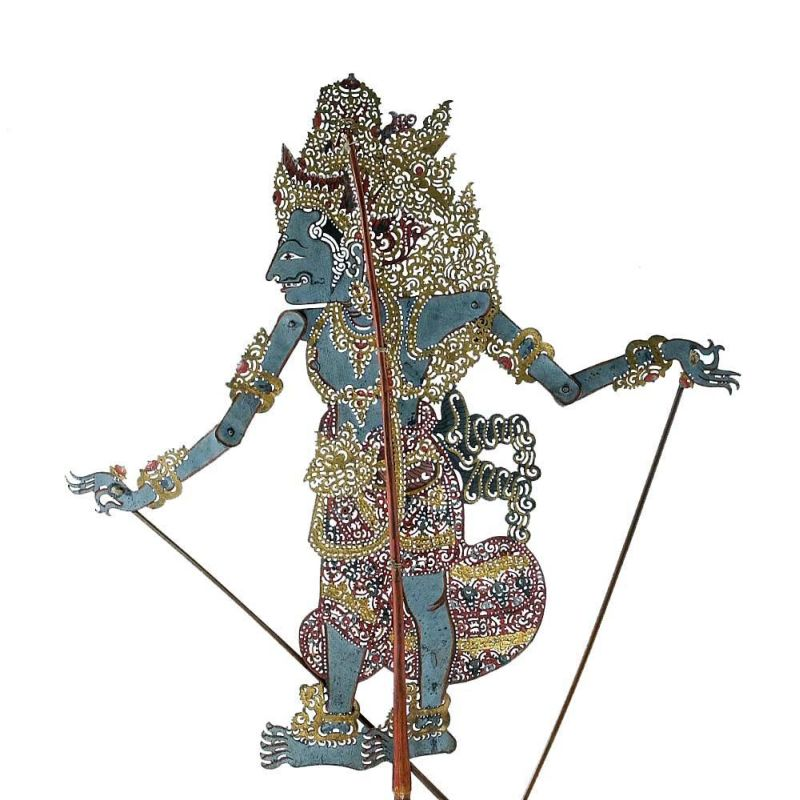
Krishna în arta balineză Wayang

Krishna a avut 16108 soții, dintre care 8 erau de rang nobil iar 16 100 erau salvate din mainile lui Narakksura care le răpise pentru haremul sau. După ce Krishna ucide pe Naraksura, salvează cele 16,100 femei și le eliberează, dar toate se reîntorc la el spunând ca au fost violate de Narkasura în mod repetat și acum familiile lor nu le vor mai primi înapoi și nimeni nu va mai dori să le ia în căsătorie, rămânând astfel fără adăpost. Krishna le ia pe toate în căsătorie pentru a le ajuta astfel să își redobândească statutul social și le oferă adpost în palatul sau regal dar nu a întreținut relații sexuale cu nici una din ele.
Primul fiu al reginei Rukmini, una din soțiile lui Krishna, a fost Pradyumna. Rukmini a mai născut pe Charudeshna, Sudeshna și puternicul Charudeha, pe Sucharu, Chharugupta, Bhadracaru, Charuchandra, Vicaru și Caru, cel de al zecelea fiu. Pradyumna este tatăl marețului Aniruddha iar Rukmavati mama, o fiică a lui Rukmi. Acestea s-au întâmplat în timp ce locuiau în orașul Bhojakata. 

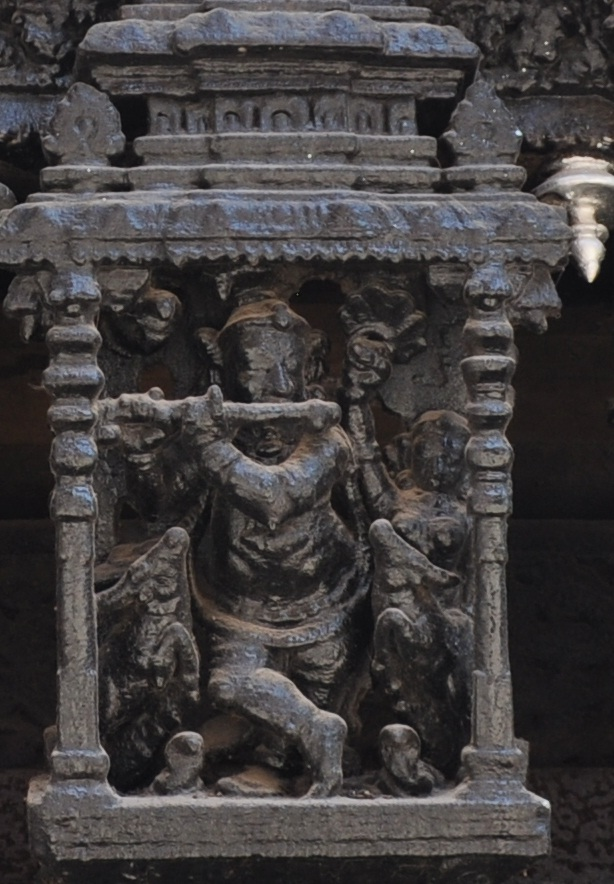
Sculptură în piatra, Krishna cântând la flaut, templul Suchindram, Tamil Nadu

Cei 10 fii ai lui Satyabhama, o altă soție a lui Krishna, au fost:  Bhanu, Subhanu, Svarbhanu, Prabhanu, Bhanuman, Chandrabhanu, Brihadbhanu, Atibhanu (al optulea), Sribhanu and Pratibhanu.
Ceilalți fii ai celorlalte soții ale lui Krishna au fost:
Samba, Sumitra, Purujit, Satajit, Sahasrajit, Vijaya, Citraketu, Vasuman, Dravida și Kratu erau fii lui Jambavati. Aceștia 10 în frunte cu Samba erau favoriții lui Krishna.
Fii născuți de  Nagnajiti erau:  Vira, Candra, Asvasena, Citragu, Vegavan, Vrisha, Ama, Sanku, Vasu și opulentul Kunti.
Fii lui Kalindi erau :Sruta, Kavi, Vrisha, Vira, Subahu, Bhadra, Santi, Darsa and Purnamasa. Iar cel mai mic era Somaka.
Fii lui Madra erau : Praghosha, Gatravan, Simha, Bala, Prabala, Urdhaga, Mahasakti, Saha, Oja și Aparajita.
Cei 10 fii ai lui Mitravinda erau Vrika, Harsha, Anila, Gridhra, Vardhana, Unnada, Mahamsa, Pavana, Vahni și Kshudhi.
Fii lui Bhadra erau : Sangramajit, Brihatsena, Sura, Praharana, Arijith, Jaya si Subhadra impreuna cu Vama, Ayur și Satyaka.
Diptiman, Tamratapta și alții erau fii lui Krishna și ai lui Rohini.

### Anii din urmă

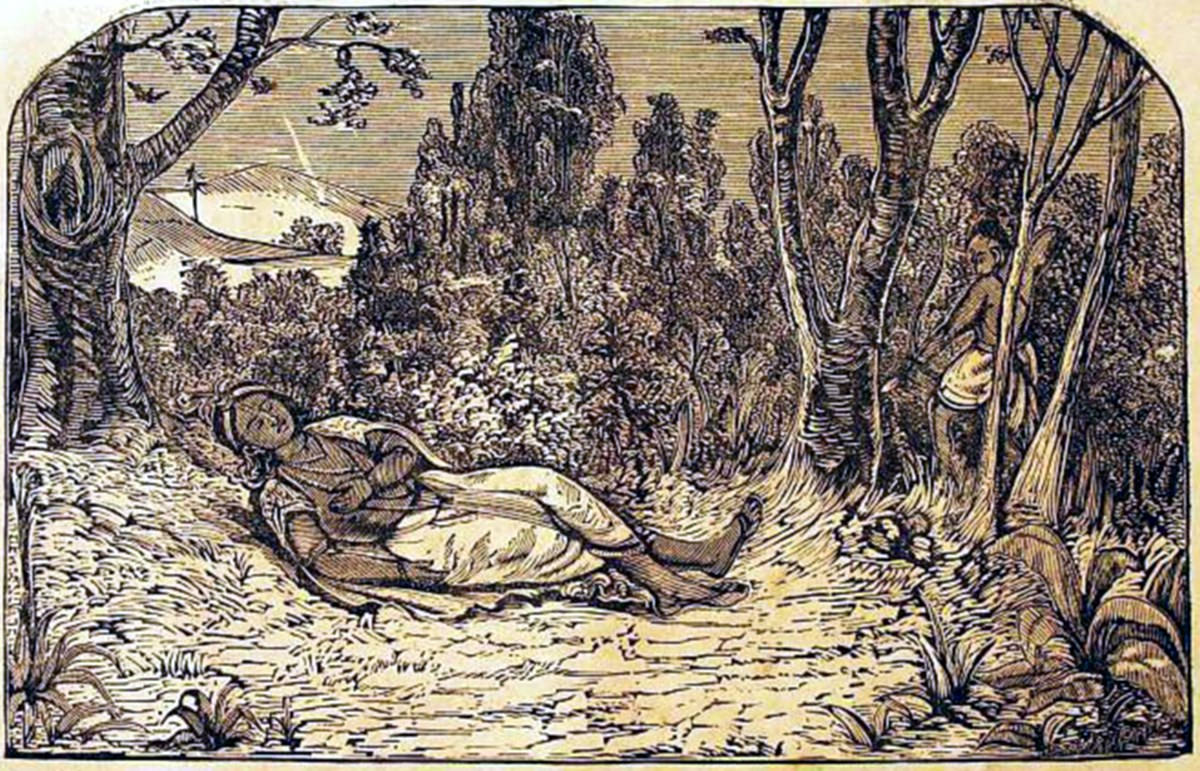
Vânătorul Jara pregătindu-se să tragă o săgeata către Krishna.

Conform Mahabharatei, razboiul Kurukshetra a dus la moartea tuturor celor 100 de fii ai lui Gandhari. În noaptea de dinaintea morții lui Duryodhana, Domnul Krishna a vizitat-o pe Gandhari pentru a-i aduce condleante. Gandhari îndurerată  blestemă pe Krishna pentru a nu fi pus capat războiului, ca împreună cu toți ceilalți din dinsatia yadu să piară dupa 36 de ani.
La un festival, o luptă se iscă între Yadavași, care se ucid unul pe celalalt. Fratele mai mare al lui Krishna, Balarama, renunță la trupul său folosind tehnicile de Yoga. Krishna se retrage într-o pădure și meditează sub un copac. Vânătorul Jara, confundă partea vizibilă a piciorului lui Krishna cu piciorul unei caprioare și trage o săgeată, rănindu-l mortal. După ce a înțeles greșeala, Domnul Krishna îi spune lui Jara:"  O, Jara, ai fost Vaali in viața anterioară, pe care l-am ucis eu insumi cand eram Rama in Tetrayuga. Aici ai avut șansa să îmi platești înapoi, și pentru că toate acțiunile sunt facute la dorința mea, nu trebuie să îți faci griji pentru asta. Sufletul lui Krishna apoi s-a ridicat la ceruri, în timp ce trupul său fizic a fost incinerat de Arjuna.
Conform surselor puranice, moartea lui Krishna marchează sfârșitul lui Dwapara Yuga si inceputul lui Kali Yuga, care este datată la 17/18 februarie 3102 îen. Totuși, dupa datarea și explicațiile lui Sri Yukteshwar din Învățătura sacră, această dată marchează trecerea la Dwapara Yuga și nu la Kali Yuga, care conform acestui calcul începe undeva în jurul anului 700 îen. Această datare corespunde descoperirilor arheologice care plasează existența lui Krishna și războiul Mahabharata undeva între anii 1500 îen și 500 îen.